# България (булевард в Пловдив)
Вижте пояснителната страница за други значения на България.
Булевард „България“ е един от най-широките, най-дългите и най-натоварени булеварди в Пловдив. Той е част от Републикански път I-8.
Започва при кръстовището на новата сграда на Пловдивския университет, като продължение на „Пазарджишко шосе“, преминава през целия район Северен и завършва при моста „Адата“, където „Рогошко шосе“ е негово продължение на изток.
Булевардът пресича булевард „Васил Априлов“, улица „Победа“, булевард „Васил Левски“ и булевард „Цар Борис III Обединител“. През 1970-те са изградени три пешеходни подлеза на равни разстояния между горните четири кръстовища. Кръстовището с булевард „Цар Борис III“, известно като кръговото при панаира, е едно от най-натоварените кръстовища в града. Само за денонощие по булеварда преминават над 10 хил. автомобила. Това е и причината булевардът да бъде оразмерен за натоварен трафик.
В основната си част булевардът е с две платна за движение, разделителна ивица и двустранно разположени велоалеи и тротоари.

## История
Във времето преди 1990 година носи името на тогавашната съветска и днешна руска столица Москва. Изцяло реконструиран в периода 2008 – 2011 година, след което разполага с ново осветление и велоалеи по цялото продължение.
Със започнатото формиране на Северната вътрешноградска тангента с изграждането на булевард „Северен“ се стреми облекчаване на натоварване на булеварда по направление север – изток.  Предвижда се пресичането на двата булеварда „Север“ и „България“ да стане с кръгово, което ще е готово до март 2019 г.
Предвижда се и реализиране на Западната вътрешноградска тангента, която да отведен трафикът от посока север в посока запад и обратно. За тази цел е необходим нов мост западно от съществуващия жп мост, който да свърже булевард „България“ с булевард „Копривщица“. Пресичането на двата булеварда ще стане с кръгово кръстовище с радиус 16 м и двулентово платно за движение. От там ще има връзка с „Голямоконарско шосе“.

## Обекти
За почти 5-те километра, булевардът минава покрай множество важни обекти на град Пловдив като:
- Трета районна служба „Пожарна безопасност и защита на населението“
- Международен панаир Пловдив
- Хотел „Санкт Петербург“ – третата най-висока сграда в България със своите 103 м.
- СУ „Пейо Крачолов Яворов“
- Стадион „Марица“
- Окръжна болница (Пловдив)
- Руската гимназия
- Английската гимназия